# 名主 (江戸)
江戸における名主（なぬし。以下本記事では単に「名主」とする場合は江戸の名主を指す）は、町方（町人地）の代表者であると同時に、江戸幕府による町方支配の末端を担った役である。歴史的には町役人・玄関（げんか）などの呼称がみられるほか、歴史学用語としては村落の名主と区別するために町名主と呼ばれることもある。また名主はその系譜によって、草創名主（くさわけなぬし）、古町名主（こちょうなぬし）、平名主（ひらなぬし）、門前名主の4種に分類される。また名主が組織化される過程で肝煎名主や世話掛名主などの掛役も生まれた。

## 概要
幕府による町方支配は南北町奉行所によって行われたが、町奉行の配下にはそれぞれ25騎の与力と100名の同心の合わせて250名しか居なかった。この少数で50万といわれる町人の支配を可能としたのが、行政と自治の間を取り持つ町年寄や名主といった町役人の存在である。この町奉行-町年寄-名主という3段の支配体制は大坂など他の都市と同様であったが、江戸を除く都市の名主は自らも商売を営む兼業名主で商工業者の代表の立場でもあったのに対し、江戸は専業名主で複数の町にまたがって支配したことが特徴である。しかし史料の少なさから名主の実態については詳らかになっていない。
名主の主な職務は、町触の伝達にはじまり、人別改め・忠孝奇特者の取調べ・火の元の取締り・町奉行や町年寄の指示による調査・町奉行所への訴状や届書への押印・沽券状など証文の検閲と押印・支配町内の紛争調停・失行者の説諭・町入用の監査・例祭の執行など、町内の公用・町用の殆どに関与した。また職務の見返りとして、名主は町内から役料・役得を徴収することが認められていた。
近世初期においては原則として1町に1人の名主がいたが、17世紀中ごろから町方支配の制度が整備されてくると名主はその末端を担うようになり、専業で役に就いて複数の町を支配するようになった。そして18世紀初頭には名主同士が名主組合を組織して結束を強め、行政担当能力を高めていった。近世中後期の名主は、1600から1700町に対しおよそ二百数十名で推移した。
江戸後期から末期にかけて江戸の社会・経済が発達すると、名主や名主組織の役割も拡大していった。これに応える形で名主も行政能力を高め、町方の代表の立場から江戸全体の行政をみる都市官僚の役割を担う立場に移っていった。いっぽうで名主の権威が高まり、名主に悪口を言ったことにより遠島に処される者も現れた。また度重なる不正により町奉行所への告発・訴訟も頻発するようになった。そのため町方行政を名主組織に頼らざるを得ない幕府はその取扱いに苦慮し、方針の転換を繰り返すことになった。名主制度は、明治2年（1869年）に廃止された。

## 系譜による区分
幸田成友（1923年）は、名主はその系譜によって草創名主・古町名主・平名主・門前名主の4つに分類できるとした。幸田による分類は市中取締掛名主の熊井理左衛門の記述を根拠としているが、その詳細な定義は研究者の間でも一定ではない。

### 草創名主
草創名主は、公儀によって任命され、世襲が認められている名主である。草創名主に任ぜられた人数は不明だが漸減したことは明らかで、入府からおよそ150年を経た元文3年（1738年）には29家、弘化2年（1845年）には23家と記録されている。跡役は、町内の家持・家主が連署して町年寄に願い出るかたちで相続された。また新たに町奉行が着任する際には名主に御目見えが許される倣いがあったが、草創名主のみ名主の倅が同席することを許された。これは草創名主に世襲が許されたことに関連する特権と考えられる。
草創名主の由緒は徳川家康との関わりを強調するものが多く、一般に家康入府以来の由緒をもつ名主が草創名主だと考えられている。草創名主の任命が行われた期間は不明だが、各家の由緒書などによると天正18年（1590年）から寛永3年（1626年）の間になっている。また出身地が明らかになっている19家の内訳は、三河国の4家を筆頭に遠江国・相模国・甲斐国・駿河国・武蔵国の徳川旧領地が11家を占めるいっぽうで、江戸土着の家は8家で最も多い。
草創名主が務めた役には、伝馬役などの特定の役や職人の提供などを行う国役のほか、人足役（公役）がある。国役町の名主は、檜物町の星野家や鉄炮町の胝家など職人の棟梁・頭が就いた。たとえば星野家は、家康が浜松城を拠点としていたころから檜物大工として取り立てられ、家康入府の供を命じられて檜物町を与えられた。国役は日常的な木具御用とともに年末年始などの年中行事や、出産婚礼などの臨時の御用を勤めた。課せられたのは間口1間あたり5人で、町内合わせて1000人の職人を提供した。このように国役町の住人は、名主が棟梁で家持の住人が職人という単純な構成で、国役と住人の職業が一体となっていたが、やがて名主は職人棟梁としての能力を失い国役に変わって国役金を負担するようになった。これは持家を与えられた職人が家を売り払い町外に流出したためだと考えられている。その時期はかなり早く、徳川秀忠の代には町と役負担の一体化は維持できなくなっていたと考えられている。また職人の仕事と名主の役を両立できないという理由から草創名主を退いた家も確認されている。
いっぽうで退転した草創名主とみられるとある家の由緒では、家康入府以前からのちに大名屋敷となる地で居住し、江戸の都市開発とともに新たな町の名主に任ぜられた例が確認できる。こうした江戸土着の家も草創名主に名を連ねたとみられる。

### 古町名主
古町名主は、年頭御礼の特権が与えられた名主で、寛永期（1624年から1644年）までに成立した町奉行支配下の町の名主だと考えられている。また古町名主の支配した範囲はほぼ江戸城の外堀の内側とされている。いっぽうで御能拝見の特権をもつ町も史料には「古町」と記される。この御能拝見が許された「古町」と古町名主が支配する町を比較すると、どちらかにしか記されない町もあるが概ね一致していることが指摘されている。片倉比佐子（2012年）は「若干の検討の余地があるものの御能拝見が許された「古町」が古町名主が支配した町と考えてよい」としている。古町名主の人数は文化期（1804年から1818年）に79人を数え、また天保期（1831年から1845年）の資料では「古町」を104町（草創名主の町も含む）と記す。しかし古町名主の記録は少なく、草創名主を除くと由緒が明らかな古町名主は18家しかない。
古町名主は町内の見立てによって就任したとされる。実際に18世紀ごろまでは名主に就く家には変動があったことがうかがえるが、18家の多くは17世紀から19世紀初めまで存続しており事実上の世襲制であった可能性もある。
古町名主が成立した時期も明らかではないが、雉子町の古町名主斎藤月岑は斎藤家がはじめて御能拝見を許されたのは寛永11年（1634年）と伝えており、このころまでに「古町」が成立した可能性が高い。寛永11年は徳川家光の京上洛に関連して家康存命中から江戸に住む町人を中心に大規模な賜銀が行われた年である。また同時期は町方の支配体制が整備された時期であり、片倉は「古町名主もその一環として整備された可能性がある」としている。
古町名主の特権であった年頭御礼は、正月3日に江戸城に登り祝儀を賜う年中行事で、この際にも能楽も披露された。年頭御礼に際し古町名主には銭・酒・菓子などが振る舞われたいっぽうで、古町名主は献上品ないし献上金を納入した。納入品は、早い時期は馬の綱や弓弦など町の特色を反映したものであったが、享保6年（1721年）からは扇子3本に統一された。由緒が明らかになっている18家は、江戸の都市開発が活発になったころからの住人であったと考えられるが、古町名主に就任した時期については降って元禄・宝永期（1688年から1711年）が多い。
前述のように「古町」は寛永期までに成立した町と考えられているが例外もある。たとえば浅草寺に寺領が与えられたのは慶長18年（1613年）と古く早くから町家を形成していたが、門前町が町奉行支配になったのが万治2年（1659年）と遅かったため「古町」には含まれていない。いっぽうで本郷5丁目の古町名主源右衛門は、本郷村（代官領）であったころからの名主であり、本郷村が町家化して町奉行支配に編入された寛文元年（1661年）にそのまま古町名主になっている。このように「古町」は町家化の古さだけではなく町奉行配下に組み入れられた時期も関係すると思われるが、その時期や後述する門前名主や平名主との線引きがどの様に行われたのか明らかになっていない。また18世紀に入って新たに開発された本所は、18町が「古町」に含まれている。これは草創名主に褒美として与えられた、あるいは火除地にするために接収された「古町」の移転先であったためである。このように「古町」の特権は何らかの理由で新しい町に移動することがあった。

### 平名主
平名主は、町並地の町を治める名主である。町並地とは、元来は代官地の村であったが江戸の拡大とともに町家化し、行政上は町奉行の支配に編入されたが、年貢は変わらず代官地に納める両支配地である。なお町並地の名主を平名主と定義した幸田に対し、鷹見安二郎（1956年）は平名主は後述する掛役（肝煎名主・世話掛名主など）を持たない名主を意味すると指摘し、新町名主とすることを主張するが定着していない。
町並地は、寛文2年（1662年）におよそ370町、正徳3年（1713年）に259町、延享2年（1745年）に440ヵ所が町奉行配下に編入されている。平名主に就く際には、当地を支配する代官に願い出た。

### 門前名主
門前名主は、寺社領門前地の町を支配する名主である。
門前地は延享2年（1745年）に227ヵ所が町奉行配下に加えられている。門前名主に就く際には、寺社に願い出た上で添状を得て町年寄に願い出た。

## 町方行政と名主の沿革

### 江戸の拡大と名主の専業化
豊臣秀吉による国替えにより天正18年（1590年）に江戸に移った徳川家康は、その需要を満たすために商工業者の誘致を行った。慶長8年（1603年）に家康が征夷大将軍に任ぜられ江戸の開発が本格化すると、町人の移住も活発になったとみられる。誘致に応じた町人は幕府に対して鉄砲などの上納や職人の供出、伝馬の負担などを負う見返りとして町屋敷（土地）を与えられた。町人は職種ごとに集住して町を形成し、それぞれ職方の棟梁や頭が町の名主に就いた。これが江戸における名主の始まりである。また慶長期以前に村の名主であった人物がそのまま江戸の町の名主になることもあった。江戸初期の名主の実態を示す史料は極めて少ないが、江戸成立期の町は300町を数えたと推測されている。
後述するように慶安元年（1648年）には町方支配の制度が整えられ、名主の職務が明文化された。これによれば幕府は、名主に偽沽券状や遺言状の取締りあるいは公事訴訟を町内で内済させ、町方行政の効率化を目論んだと考えられている。明暦2年（1656年）の町触によれば、この時までに名主はすでに役として捉えられており、町屋敷の所有・相続・売買に不都合がないよう沽券状や遺言状を確認・連署が命じられている。しかし町人は名主役に就くことを忌避していたため名主がいる町は全体の約6割に過ぎなかった。このころには国役を勤めた職人が持家を売り払って町外に流出していたとみられ、職人の頭であった名主は専業の名主となるか、あるいは他の職人と共に町を去るかのどちらを選択せざるを得なくなっていたと推測されており、これが名主が減った理由だと考えられている。また名主が不在の町は、家持が持ち回りで月行事を務めて代表の替わりとしたと考えられている。
17世紀後半以降には一人の名主が複数の町を支配するようになっていったとみられる。寛文元年（1661年）ごろと思われる『江戸緒法度』の記述によれば、この時の町奉行支配下の町は441町を数え、このうち331町が161人に支配されている。さらに寛文2年（1662年）には芝・三田・飯倉から下谷・浅草に至る街道筋の門前町と代官支配の町家300町が町奉行の支配下となった。この編入で名主の数も増えたようで、元禄2年（1689年）の記録によれば名主は243人を数えた。
正徳3年（1713年）には、本所・深川・小石川・四谷などの代官地が新たに編入され、町奉行支配の町は933町まで膨れ上がった。いっぽうで正徳5年（1715年）の記録によれば、名主は196人と元禄期よりも50人も数を減らしている。これは役を務められず退転した名主が多く出たことが理由だと考えられている。またその穴埋めとして、幕府は名主不在の町を近隣の名主の配下に組み入れて複数の町を治めさせる方針になったと推測されている。
享保4年（1719年）に本所・深川を支配する本所奉行が解体され、その支配下であった町も町奉行の支配に編入された。享保7年（1722年）の時点で名主の数は263人に増え、また享保14年（1729年）時点では名主が不在の町は27町と記録されており、このころまでに名主を通して町方支配を行う幕府の方針はおおむね達成されたと考えられている。

### 名主の組織化
幕府から行政を担当する能力を求められるようになった名主は、町方の合意形成を行うために寄合を繰り返し実施するようになったとみられる。文献上に最も早く現れるのは、宝永4年（1707年）に惣名主が上水道の問題解消のための費用負担について寄合を繰り返した記録である。また正徳5年（1715年）には浅草藤屋で「勤方諸事談合」を行うことが町奉行に届けられている。この届出に「例年の様に」とあるように、このころには惣名主が寄合を行うことが定例化していたとみられる。このような寄合の実施は町触伝達の効率化という行政側の理由に加え、惣町の意思を集約するという町人側の都合もあったと考えられる。
だが惣名主による寄合は、時を経ずに形骸化していったとみられる。享保2年（1717年）には年2回の寄合が行われていたが「寄合に名主の名代ばかりが出席するようになったので、必ず名主が出席するように」との申し合せが行われている。

### 名主番組の成立
いっぽうで同時期には、名主同士の「諸事申合等」を行う年番名主が現れたとみられる。前述した正徳3年（1713年）に新たに町奉行配下に編入された町には年番名主がいなかったとみられ、町奉行から町に対し「諸事御触事申合せならびに申継ぎなど取締り」のために年番組を組織することが提案されている。これに応える形で深川筋の霊岸島組合、本所筋の日本橋北之中組合、赤坂・麻布筋の大芝組合、市谷・四谷筋の神田組合、牛込・小石川・浅草筋の浅草組合の5組合が自主的に組織されて触口となった。
このように新興の町で始められた組合は、やがて発展的に町方全域で組織されるようになった。その背景には幕府側に名主の数を減らしたいという思惑があったためだとみられる。享保7年（1722年）4月に町年寄の奈良屋は町奉行から不埒な名主がいることと町入用の削減をすることを理由に、新たに名主を任命しない方針を打診された。この不埒の内容については、後述する名主の書面から主に名主役料など金銭的な不正であったとみられる。なお、このころまでに草創名主を除く名主も実質的な世襲制になっていたとみられる。
奈良屋は町奉行に代替案を提示しつつ、その返答を待たずに名主に対策を命じた。これを受けて名主は名主組合を組織し、相互監督する方針を書面にして同年6月に提出した。こうして享保7年6月に全ての名主は17組合に編成された。この組合は1番から17番まで番号が振られていたため、名主番組と呼ばれる。組合寄合は毎月11日に開催され、そこでは町入用の帳簿を互いに監査した。また寄合に参加しない名主は町奉行に上申された。組合寄合が毎月開催されたのは相互監督の必要上もあったが、名主の役割が多くなったためだと考えられている。またこのほかに臨時の寄合も開催された。
名主番組の成立により、名主寄合の主体は惣名主から組合の年番名主へと移行していった。また名主寄合は惣年番寄合と各組寄合に重層化されることになった。2つの寄合は、惣年番寄合では全体に関わることの協議、各組寄合では地域に関わる協議や年番寄合での協議事項を伝達する場として棲み分けがされていたと考えられている。
その後、享保14年（1729年）までに広域にわたっていた17番組が分けられ、新たに18番組が独立した。また延享2年（1745年）から新たに町奉行配下に編入された町も、寛延元年（1748年）に19番組、翌年に20番組と21番組に編成された。また成立時期は不明だが、番外として新吉原と品川にも番組が組織され、合計で23組合となって幕末まで存続した。
また名主番組の中でも北の1番組・2番組、南の4番組の3組は「小口」と呼ばれた。小口は町奉行所や町年寄所に近い組合が選ばれており、急な触や達があった際の窓口となって各組に伝達する役割を負った。やがて小口は名主番組の中心的な役割を果たすようになっていく。

### 名主の都市官僚化
江戸後期から末期にかけ、社会・経済の変容に合わせて幕府は行政刷新を繰り返すようになる。その中で都市行政における名主の役割が拡大し、名主組織は発達していった。そして名主の役割は自分が支配する町から切り離され、江戸全体を考慮する仕事になっていった。小林信也（2012年）はこれを「名主の都市官僚化」としている。
寛政の改革が行われるさなか、老中松平定信は名主の統制を図った。その理由は名主の勤務状況の悪化や、不正などを理由とした欠落、そして町入用の増加が問題になっていたためだと考えられている。当時の幕府は江戸の防火都市化を積極的に進めており、その費用を町人に負担させていた。しかし幕府は町人の負担増の責任を名主の職務怠慢に求めたと考えられている。定信は町入用を監視する役として新たに町人取締役を名主の次席することを目論むが、これは名主の反対にあって立ち消えとなった。そのいっぽうで不正名主の処分と精謹名主の褒章を行い、さらに寛政2年（1790年）に立ち消えとなった町人取締役に代わって肝煎名主を名主番組ごとに2,3人任命した。肝煎名主は組合内の不正を監視する監督役で、幕府から手当が支給された。
文政6年（1823年）に至ると、老中水野忠成は一転して肝煎名主の減切を命じた。その理由は名主に公事訴訟に関連した問題があったためであったとみられる。しかし天保2年（1831年）に北町奉行榊原忠之は、水野の批判をかわしつつ肝煎名主に代わって各組に1，2人の世話掛名主を任命した。これは事実上の廃止から縮小への再度の方針転換だと考えられている。
また寛政の改革以降、名主は桶樽職役銭取立掛、菓子職人触次掛、絵入読本類改掛など臨時の掛役を兼帯させられていく。これらは幕府の御用を円滑に進めるための統制役、あるいは出版統制など市中取締役として名主を動員することが目的であったと考えられている。
天保の改革でも名主組織が強化された。天保12年（1841年）には市中取締掛、翌年には諸色掛が設置された。市中取締掛は、奢侈の禁止や芝居の取締りなど町方の生活全般を取り締まる役職で、諸色掛は改革期に解散が命じられた職人の株仲間に代わって物価の調査・統制にあたる役職である。この2つの掛役には約50名の名主が動員され、恒常的な活動を行った。また天保13年（1842年）に全名主を監督する役割として惣名主上席が設置され、深川熊井町の熊井理左衛門・牛込改代町の石塚三九郎・小石川金杉水道町の鈴木市郎右衛門の3名が任命された。この3名は苗字三名主と呼ばれ、名主による改革推進の中心的人物となった。南和男（1969年）は天保の改革の特徴に「名主に対し積極的かつ大規模に改革の実施の一端を担わせ、町人の干渉統制を強化した」ことを挙げている。なお同時期には書物掛・酒入津掛・米方掛・人別取調掛・川浚掛などの掛役もあった。またこれら掛役に就かない名主を平名主という。このように都市行政に名主を積極的に活用する方針は、天保の改革を実施した老中水野忠邦と南町奉行鳥居耀蔵によるものであったが、彼らの失脚後もこの体制は維持されていった。
しかし安政期になると幕府は一転して名主組織を解体した。まず安政4年（1857年）7月に米価の統制を行う米方掛が廃止され、その業務は町奉行に移管された。さらに同年12月に苗字三名主が収賄の容疑で摘発され、あわせて掛役のほとんどは廃止された。小林は「苗字三名主の摘発は名主組織を解体するための陰謀であった」と推測している。
掛役を廃止後、幕府は町奉行を中心とした都市行政を行おうとするが、その方針は半年あまりで行き詰まったと推測されている。その後いくつかの掛役の活動が再開されたとみられるが、その詳細は十分に研究されていない。

### 名主制の廃止
慶応4年（1868年）7月に江戸が東京に改称されると、同年8月に南北町奉行所を引き継ぐかたちで市政裁判所が設置された。東京府政構想が本格化すると、市政の立て直しとして名主の廃止とその代わりとして惣代を入札で推挙する計画が練られた。これは事実上の世襲となっていた名主の権威を削ぐ狙いがあったとみられている。
明治2年（1869年）3月、50区制が敷かれるとともに名主制が廃止され、代わりに年寄役（中年寄・添年寄）が47名任命された。この年寄役は元名主らによる入札によって決定された。また名主の特権であった玄関や役宅の門の破却が命じられた。年寄役には月給が支給されたほか、選に漏れた元名主にも金子が支給されている。職を失った元名主らは、質屋や雑道具屋などの商売を始めたほか、なかには太鼓持ちや芸者屋を始めるものも居たと記録されている。
さらに1877年（明治11年）11月には、現在の特別区制の原型となる15区制が創設された。前述の年寄役は元名主であったが、あらたに設けられた区長に任命された元名主は江塚庸謹と矢部常行の2名のみで、ほとんどは元士族であった。こうして元名主の吏員としての役割も終焉を迎えた。

## 職務

### 名主
江戸の町方行政は町奉行を頂点とし、その下に町方の最上位で特権町人であった町年寄が3家あり、さらに下の名主が町の支配を担当する3段構成となっていた。その町方行政の末端を担ったのが名主である。
前述したように、江戸初期の名主は町を治める替わりに国役や人足役を手配する町の代表者であったが、やがて町方行政に組み込まれていったと考えられる。名主の職務が明文化されるようになったのは、町触の制度化など町方の支配体制が確立した慶安元年（1648年）からである。このころの職務は、町内の相続・訴訟・火の用心・土地売買に関わるものであった。
元禄4年（1691年）に作成された覚書によれば、このころまでに名主は以下の役割を担うようになっていた。
1. 町触の徹底と遵守の責任。対象となるのは家持だけでなく借家・店借り・召仕に至る全ての町人であった。
2. 町内の宗門・博奕諸勝負・遊女の取締り。
3. 町内住人の掌握と管理。名主は人別帳により転出入者を管理し、人別証文を毎月提出した。また浪人・鉄炮諸事の取締り、および不審者の排除も役目であった。
4. 公示訴訟を行う店衆への指図。
5. 火の用心
6. 月行事の交代の届出。

このころまでに、名主に町内の実務が集約され、直接実行する体制が整えられたと考えられている。
名主はこのような職務を果たしたため、一般の町人には認められていなかった町家に玄関構を造ることを許されていた。これは町奉行の役人が名主宅に出張する際に仮の役所として使用されるためであったが、町内の紛争を調停するさいにもこの玄関が使われた。そのため町人は名主のことを玄関（げんか）とも呼んだ。
また名主の専業化にともない、礼金などの形で町内から役料を取ることが認められていった。役料は町から支払われる一定の給分のほか、上記のような役を果たした際に支払われる役得があった。たとえば元禄12年（1699年）に作成された日本橋通1丁目の『町之定』によれば、事故が支配する町内で町家の売買・相続・譲渡・家守の交代・質入れなどの取引を行う際には、名主とその家族や手代に対し礼金・祝儀・庭銭などの形で金銭が支払われた。このような役得は17世紀中ごろに証文への加判が義務付けられたことにより発生したと考えられ、役料に匹敵する多額の収益を得ていたと考えられている。その額は幕末の記録で最低で1,2両、最高で300両、平均でも60両余りであったと記録されている。またこのほかに掛役に対する役料も支払われた。吉田伸之（2012年）は、このような収入が名主を利権化したと指摘し、この利権が複数の町を支配するという指向性を生んだと推測している。ただし、全ての名主が安定した役料・役得を得られたわけではないという指摘もある。経済的に困窮した名主は支配する町の屋敷を差配したり、頼母子講を組むなどして収入を補ったほか、元手金をもつ名主は金貸しを行うこともあったとみられる。
名主の役割として特に注目されるのは、町方困窮への対応である。江戸時代を通じて度々米価高騰に起因する町方困窮が発生したが、こうした非常事態に対し名主は町方を代表して町奉行に対応を願い出たことが確認できる。最も早いのは延宝3年（1675年）に発生した町方困窮の際に拝借米を請願し、これが認められた際には名主が連判で手形を提出した記録である。さらに元禄14年（1701年）には、粥食の奨励・大名が江戸で米を買い上げることの禁止などの米価引き下げ策のほか、米価を上げる原因と思しき風説について詮議するよう願い出ている。また享保の大飢饉のさいにも類似の施策を訴えようと準備するが、願い出るまえに町奉行によって同様の政策が実施されたため請願は実施されなかった。このように町奉行と同等の施策が立案できたことから、名主はある程度の行政担当能力を持ち合わせていたと推測されている。なお天保の大飢饉の際には、名主が対応を請願した形跡がない。これについて吉田伸之や加藤貴は、享保の大飢饉と同様に幕府側の施策が実施されたためだと推測している。

### 名主寄合
名主寄合では様々な協議が行われたが、加藤貴はそれらを尋・申合・請願・障の有無の4つに分類する。

#### 尋
尋とは、町年寄・町奉行から名主へ命じられる町内の調査である。尋は年番名主から各町の名主に伝達されて調査が行われ、その調査結果を年番名主もしくは小口年番が集約して返答書を作成して町年寄・町奉行に提出された。調査内容は、橋や上下水など町内の施設に始まり、人別、屋敷の売買、防火対策、名主の跡役相続や後見人、物価・災害時の施行・職人名簿などの商工、公事訴訟・治安・法令違反などの取締、祭礼神事など市中風俗に至るまで様々な内容が諮問された。尋の結果がどの様に町方行政に反映されたのかは明らかではないが、寛政改革期と天保改革期では商工・物価・風俗・取締などの尋が頻発されている。このことから名主の調査能力は町方行政に欠かせないもので、町年寄・町奉行の重要な下請的機能を名主が担っていたと考えられている。

#### 申合
申合とは、町触の申合せ、あるいは条文の不明確な内容を補うなどかたちで町触の趣旨を明確にするなどの触対応である。また場合によっては、町触が発せられていなくても町年寄・町奉行の意図をくみ取って自主的な規制を申合せることもあった。これを名主限という。その内容や頻度は尋と同じ傾向がみられるが、防火に関することが半数を占めており幕府側の関心を伺うことができる。また名主の職務規程の申合せが多いことも特徴である。申合は町触の内容を具現化し、町年寄・町奉行による政策を実体化させることを目的にしていると捉えられ、町方行政の下請的機能に分類することができる。

#### 請願
請願は、町触の内容確認などを伺う触対応と、町方の要求を受けて行われる町方願の2つに分類される。請願は名主寄合での協議内容をまとめ、町年寄・町奉行に伺書を提出するかたちで行われた。とくに名主寄合での協議内容を町年寄・町奉行に請願する町方願は、名主が町方の合意形成に一定の役割を果たしていたという意味で注目される。町方願の内容は、米価が高騰した際に米価引き下げや御救いの要望など町人の利害を代弁するもの、地代店賃の徴収方法や渡世人の滞納など地主・家主の利害を代弁するもの、町年寄・町奉行への提出書類や手続きなど名主の利害についての請願などがある。なお請願の多くは認可されており、名主が町年寄・町奉行の政策意図をくみ取り実施する行政担当能力を身に着けていたと理解されている。

#### 障の有無
障の有無とは、町人が町年寄・町奉行に提出した願書、あるいは町奉行などが実施した政策について町方に支障がないかを町年寄・町奉行から名主へ諮問し、その返答書を提出することである。諮問があると名主は町内の意見を集約し、その内容を名主組合で取り纏めを行い、さらに各組の年番名主あるいは小口年番が集約して町年寄・町奉行に返答書を提出した。全体的には18世紀に多く出されており、町年寄・町奉行が町方の意思を確認しつつ政策を実施していったことの現れと考えられている。内容は、町火消や塵芥処理など町内機能の請負いに関してが多く、ほかには商人組合・職人組合の設立やその内部での問題処理、町触の発令願、町奉行が実施した施策に関する町人負担に関してなどがある。

## 文化活動
積極的に文化活動おこなっていた名主として、斎藤月岑と永野又次郎が知られている。
斎藤月岑は、その日記から歌川広重・長谷川雪旦・横山華山など江戸・京の文化人と交流していたことが明らかになっており、自らも『江戸名所図会』など多くの著作を版行した。また永野又次郎も、酒井抱一・谷文晁・川上不白らと濃密な関係を築いていた。
このような名主が江戸の文化を支えていたと推測されているが、史料が十分ではなくその実態は明らかになっていない。